# Colégio de Santa Doroteia
O Colégio de Santa Doroteia é um colégio privado da cidade de Lisboa, Portugal, pertencendo às Irmãs Doroteias.

## Histórico
O terreno onde se situa foi adquirido pelas Irmãs Doroteias a 5 de junho de 1935, sendo nessa época a Quinta das Calvanas, um espaço que se estendia inicialmente da Alameda das Linhas de Torres até aos terrenos do aeroporto, para onde foi transferido o Colégio da Pena, em Sintra, propriedade, também, da Congregação. 
O Colégio abriu em 1936, sendo então apenas de alunas internas. Nessa altura, o número de alunas rondava as 134. A inauguração oficial foi em 6 de fevereiro de 1937 (edifício projetado por Jorge Segurado), dia de Santa Doroteia, com o reconhecimento oficial do Ministério da Educação. Hoje em dia é um colégio misto, com 2.º ciclo, 3.º ciclo e Secundário.
A partir de 1973 tornou-se externato e semi-internato feminino, reduzindo-se dos níveis de ensino com a transferência do pré-escolar e 1.º Ciclo do Ensino Básico para o Externato do Parque, e desaparecimento do Ensino Secundário. A partir de 1976 foi convertido em externato e semi-internato mistos.

## Estruturas
No colégio, está disponível, um refeitório, um bar, um pavilhão, três campos de jogos(sendo um deles coberto) e um ginásio. Além de um grande auditório, existem as salas de aulas espalhadas pelos 4 pisos. No piso 0, encontra-se uma sala de jogos, várias salas de música, de informática e de artes.